# Kathavatthu

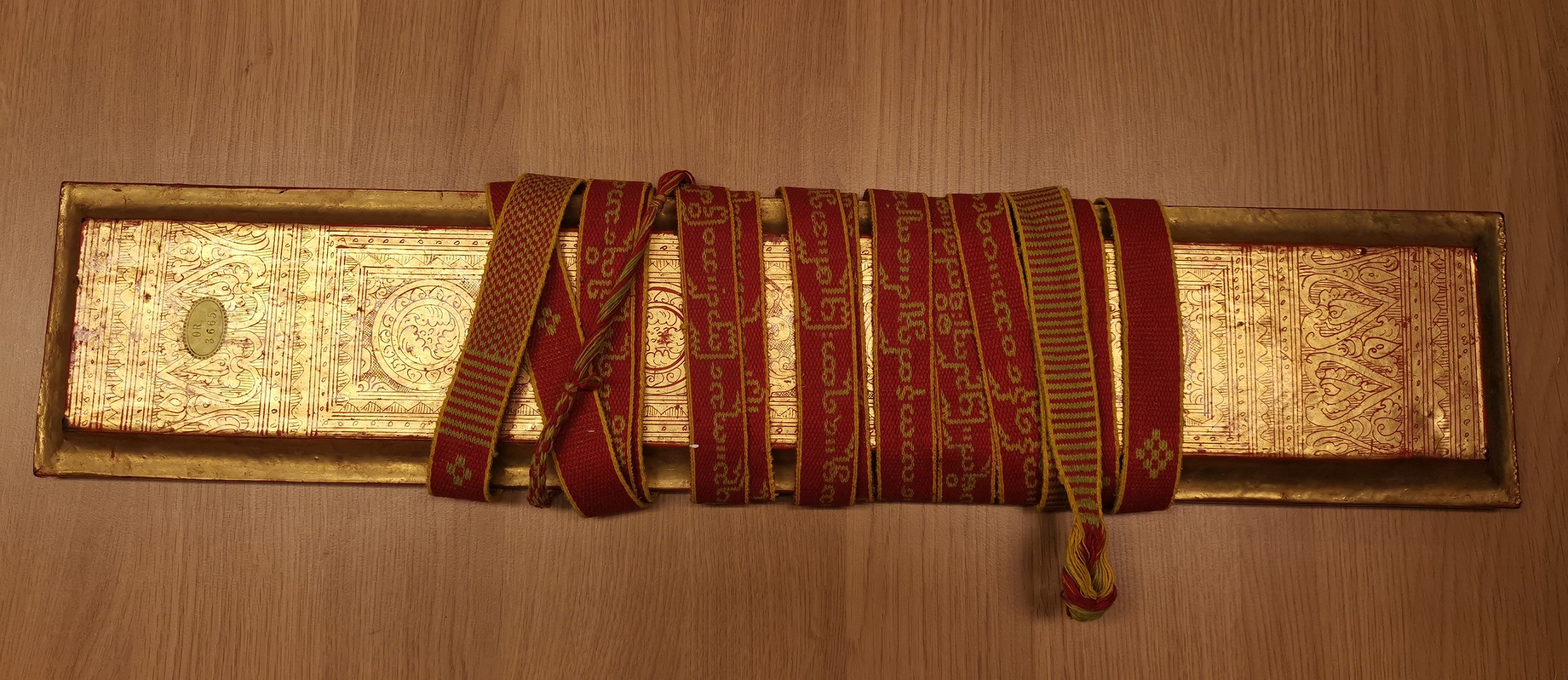
Manuscrito birmano que contiene el Kathāvatthu, acompañado de un sazigyo (cinta) de más de 4 metros de longitud, elaborado mediante la técnica de tejido de tablillas en telar de cintura, con una inscripción dedicada en idioma birmano. Este manuscrito data del siglo XIX y se encuentra alojado en la Biblioteca Británica.

El Kathāvatthu (Pāli) (abreviado Kv, Kvu; transl. "Puntos de controversia") es un texto budista que forma parte de los siete libros del theravada Abhidhamma Pitaka. En este texto, se contrasta la posición ortodoxa del Theravada sobre una variedad de cuestiones con las opiniones heterodoxas de varios interlocutores. Aunque estos últimos no se identifican en el texto principal, se les ha asociado especulativamente con escuelas de pensamiento específicas en los comentarios, que son históricamente posteriores.
McDermott supone que el texto original data del reinado del rey Ashoka, alrededor del 240 a. C., aunque esta afirmación es discutible. Bhikkhu Sujato señala que, si bien es posible que el núcleo del texto haya comenzado a tomar forma durante el reinado de Ashoka, "la obra en su conjunto no puede haber sido compuesta en ese momento, porque es el resultado de un largo período de elaboración y analiza muchos puntos de vista de escuelas que no surgieron hasta mucho después de la época de Aśoka".

## Organización
El Kathavatthu documenta más de 200 puntos de contención. Los puntos debatidos se dividen en cuatro paṇṇāsaka (lit., "grupo de 50"). Cada paṇṇāsaka se divide nuevamente en 20 capítulos (vagga). Además, tres vaggas más siguen a los cuatro paṇṇāsaka.
Cada capítulo contiene preguntas y respuestas mediante las cuales se presentan, refutan y rechazan las opiniones más diversas. La forma de los debates no identifica a los participantes y no se sale del debate para declarar explícitamente qué lado es el correcto.

## Traducciones
Puntos de Controversia, tr. S.Z. Aung & C.A.F. Rhys Davids (1915, 1993), Pali Text Society, Bristol.